# Reimschema
Ein Reimschema ist in der Verslehre eine spezifische Form metrischer Notation und beschreibt in abstrahierender Form die Reimfolge, das heißt die Abfolge und Art der Korrespondenzen in einer Strophe oder einem Gedicht. Dabei entspricht jedem Vers ein (Klein-)Buchstabe, für reimende Verse werden gleiche Buchstaben verwendet.
Beispiel: Das Reimschema
[abab acac bbcc]
beschreibt eine Gedichtform aus drei vierzeiligen Strophen mit drei je viermal erscheinenden Reimen [a] (Verse 1.1, 1.3, 2.1 und 2.3), [b] (1.2, 1.4, 3.1 und 3.2) und [c] (Verse 2.2, 2.4, 3.3 und 3.4).
Nicht reimende Verse werden als Waisen bezeichnet. Im Reimschema werden solche Verse, die sich mit keiner anderen Zeile reimen, häufig mit [x] oder [w] notiert.
Besondere Reimformen werden durch die Verwendung von Großbuchstaben angezeigt, insbesondere ein Refrain oder Kehrreim:
[abbA accA …]
wäre eine Reimfolge für vierzeilige Strophen, wobei in jeder Strophe der vierte Vers sich identisch wiederholt und mit dem ersten Vers reimt.
Gelegentlich wird außer der reinen Reimfolge auch noch Silbenzahl und Reimgeschlecht notiert. Beispiel:
7wa 6mb 6mb 7wa
wäre die Beschreibung einer vierzeiligen Strophe mit umarmendem Reim, wobei der 1. und 4. Vers Siebensilbler mit weiblichem Reim und der 2. und 3. Vers Sechssilbler mit männlichem Reim sind.